# Nico Bettge
Nico Bettge, född den 15 maj 1980, är en tysk kanotist.
Han tog VM-guld i C-1 lag i slalom 2006 i Prag.